# Bedeczka
Bedeczka (bułg. Бедечка) – rzeka w centralnej Bułgarii, mająca źródło w Syrnena Gora, uchodząca do rzeki Sazlijki. Bedeczka Przepływa przez Starą Zagorę. Dolina Bedeczki prowadzi na Zmejowski prochod.